# Sessuologia
La sessuologia è la disciplina che studia gli aspetti medici, psicologici e socioculturali della sessualità.

## Storia
La creazione del termine "sessuologia" si ritiene essere opera del dermatologo tedesco Iwan Bloch che già nel 1907, nella sua opera "Das sexualleben unserer Zeit in seinen Beziehungen zur modernen Kultur", dissertava sul fatto che la "vita d'amore" nella civiltà moderna, doveva essere studiata integrando le conoscenze di discipline diverse: biologia, antropologia, filosofia, psicologia, sociologia, etnologia, medicina e storia della cultura in generale.
Un concetto ripreso più tardi da altri autori che hanno associato la sessuologia allo stemma dei cinque anelli olimpici, in cui ogni cerchio rappresenta una delle principali scienze e tutte le intersezioni fra i cerchi costituiscono il campo di applicazione e di studio multidisciplinare della sessuologia.

"La sessuologia è disciplina non autonoma che mutua concetti e linguaggi da diverse altre, d'altra parte la sessualità, che ne rappresenta l'oggetto di studio, è altrettanto composita risultando da un insieme strutturato di elementi anatomici, psicologici, relazionali, sociali e culturali, [...] abbiamo così una sessuologia medica, chirurgica, endocrinologica, andrologica, ginecologica e psicologica, ma anche una sociologia della sessualità e una criminologia sessuale".

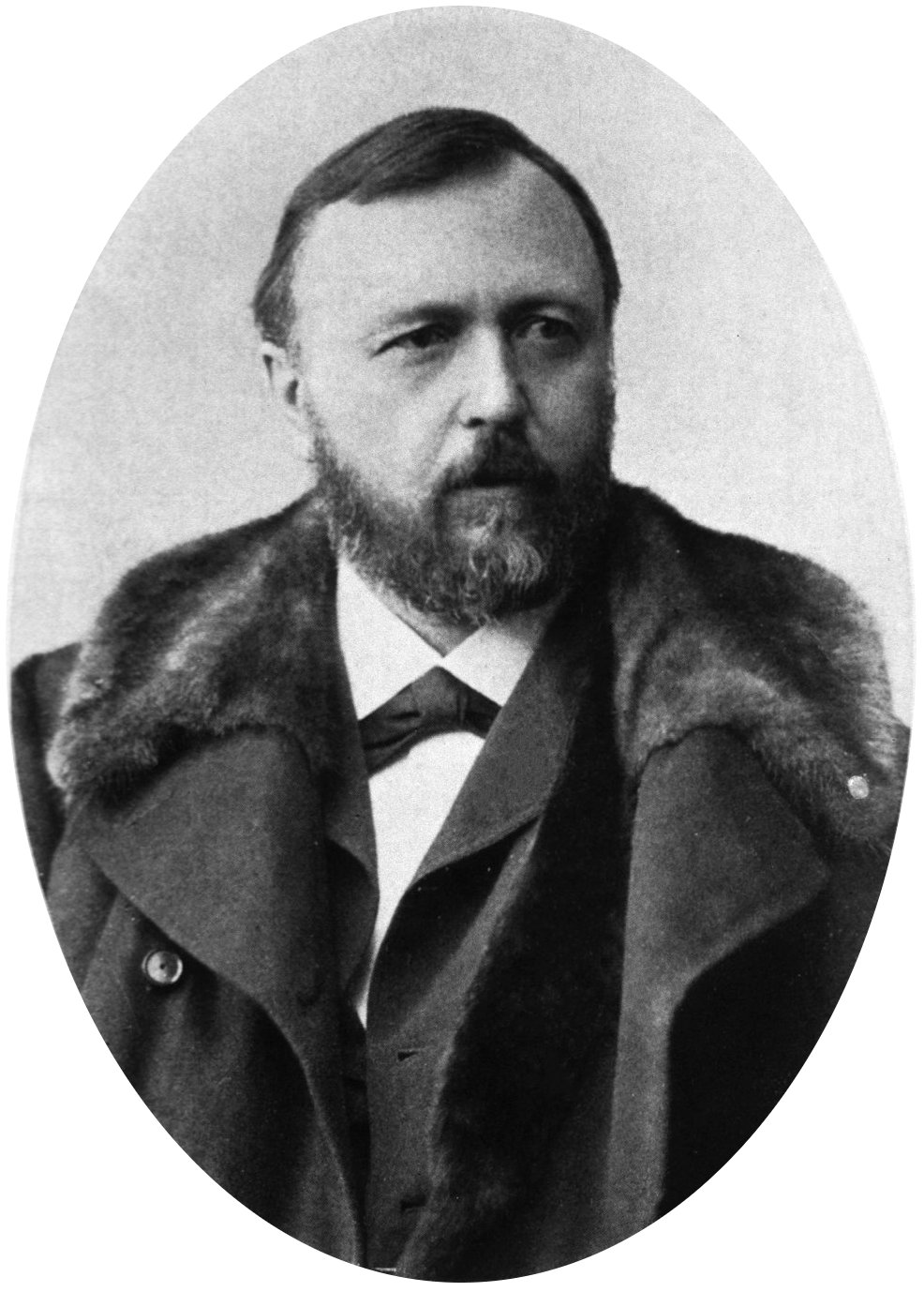
Richard von Krafft-Ebing.

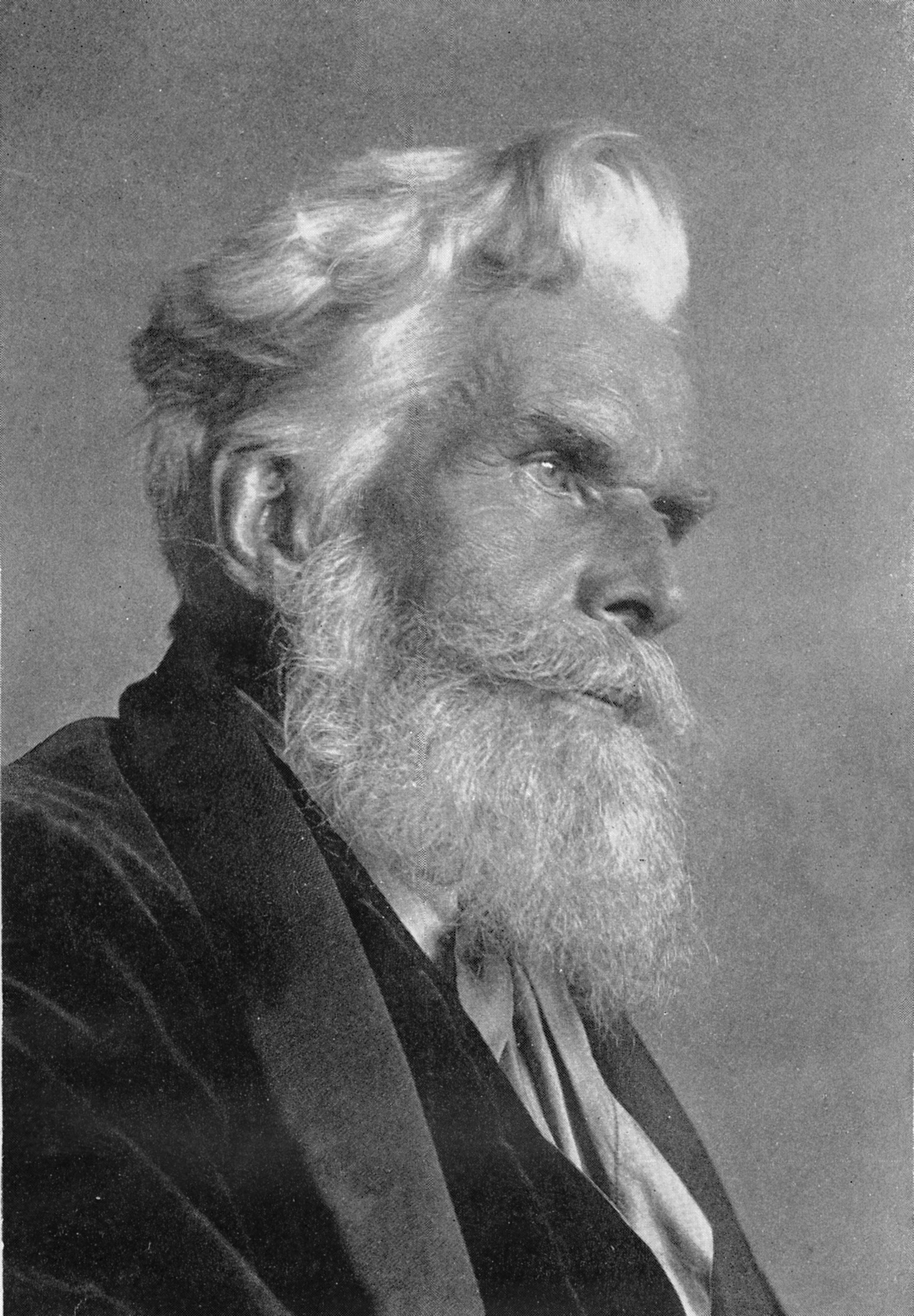
Havelock Ellis

Molti autori precursori avevano argomentato sul tema della sessualità e delle patologie ad essa correlate: Richard von Krafft-Ebing con l'opera Psychopathia sexualis nel 1886, Freud con Tre saggi sulla teoria sessuale e altre opere nel 1905, Havelock Ellis con Studi sulla psicologia del sesso in vari volumi dal 1859 al 1939; tuttavia il padre della sessuologia moderna, intesa come scienza autonoma, svincolata da fattori condizionanti quali il senso comune e i credi religiosi, viene considerato Iwan Bloch, essendo stato il fondatore, insieme al medico Magnus Hirschfeld e al neurologo Albert Eulenburg, del primo periodico che riportava già nell'intestazione il termine da lui coniato alcuni anni prima: "Zeitschrift für Sexualwissenschaft" (Rivista per la Sessuologia) edita a Berlino dal 1914 al 1922.

## La sessuologia moderna
A fronte delle attuali conoscenze acquisite nel corso degli ultimi decenni, la materia sessuale risulta essere strettamente connessa alla sfera dei sentimenti e delle relazioni umane, comprendendo un corredo emozionale ed affettivo di fondamentale importanza sul piano individuale e di rilevante interesse nel campo sociale.
Numerosi autori, con i loro studi, ricerche e pubblicazioni, hanno contribuito all'indipendenza della sessuologia, una materia che oggi si costituisce come insegnamento autonomo in molti corsi di laurea universitari. Alcuni saggi di riferimento possono essere considerati:
- 1948 e 1953: Gli importanti sviluppi nel campo della sessuologia da parte di Alfred Kinsey: i rapporti Kinsey (1948 e 1953), la Scala Kinsey
- il Rapporto Kinsey sulle pratiche sessuali degli statunitensi negli anni 1948[8] e 1953[9];
- gli studi pionieristici sulla fisiologia del comportamento sessuale umano, effettuati da William Masters e Virginia Johnson nel 1966[10] e 1970[11], autori cui si deve anche una delle prime identificazioni delle "fasi del ciclo di risposta sessuale": eccitamento, plateau, orgasmo e risoluzione;
- le innovative tecniche di intervento di tipo comportamentistico-psicoanalitico per il trattamento delle disfunzioni sessuali, della psichiatra Helen Singer Kaplan del 1974[12] e 1979[13].

C'è da dire tuttavia che, nonostante l'avvento di una notevole apertura dei costumi, con relativo abbassamento della soglia di sensibilità del “comune senso del pudore”, nonostante una estesa produzione letterario-scientifica e approfondite sperimentazioni clinico-diagnostiche, sia in campo psicoterapeutico che anamnestico-sessuologico, l'esplorazione della sessualità e dei suoi correlati sessuologici, si costituiscono ancora oggi come un oggetto di studio il cui iter è costellato di difficoltà e resistenze.

Un segno precursore dei tempi potrebbe essere intravisto nel fatto che, nel “Nuovissimo Dizionario Palazzi della lingua italiana” del 1964, non esisteva il lemma "pene", mentre alla parola "vagina" si trovava la sola descrizione: “fodero di cuoio della spada; guaina”.

## Ambiti della sessuologia
Nell'ambito della sessuologia si è soliti distinguere:
- una branca biologico-medica, che studia i fenomeni della sessualità rispetto alla sua genetica e al ruolo dei sistemi endocrino e nervoso centrale nelle sue manifestazioni normali e patologiche;
- una branca psicologica, che analizza la dinamica dei processi relazionali, con particolare riferimento alle teorie psicoanalitiche sulla sessualità infantile e sull'itinerario di maturazione della sessualità nelle fasi orale, anale e genitale;
- una branca antropologico-sociale, che studia il valore culturale e semiologico della differenza sessuale nell'organizzazione sociale.

## Psicosessuologia clinica
Studi in ambito di psicosessuologia clinica hanno avvalorato l'utilizzo della parola " dimensione" per analizzare i vari aspetti della sessualità. Nello specifico ogni dimensione della sessualità descrive un obbiettivo perseguito attraverso quest'ultimo e delle funzionalità cerebrali sottese. La prima dimensione in ordine evolutivo è quella della riproduzione, viene gestita dal cervello rettiliano, la configurazione cerebrale più antica, e risponde unicamente al compito evolutivo della permanenza della specie. Questo è il motivo per il quale in uno stato di coscienza alterato come ad esempio a seguito dell'utilizzo di alcool o di determinate sostanze il rapporto con la sessualità diventa più permissivo, poiché si disabilitano le funzioni cognitive maggiore compito della neocorteccia e vengono utilizzati i meccanismi tipici delle funzioni più primitive le quali rispondono ad un unico grande compito evolutivo : " Riproduciti". Successivamente abbiamo la dimensione ludica, la sessualità non è più solamente un qualcosa da svolgere per evitare l'estinzione, ma un gioco attraverso il quale entrare in contatto con l'altro e con se stessi. In questo modo ad esempio il bambino sviluppa il proprio mondo sessuale, giocando con il proprio corpo e ripetendo quei comportamenti che hanno prodotto particolari e piacevoli sensazioni (ovviamente in prossimità delle zone erogene). L'utilizzo ludico della sessualità è funzionale anche a livello auto terapeutico. Immaginiamo un bambino che giocando scopre di poter provare determinate sensazioni ed immaginiamo ora che lo stesso bambino utilizzi quelle determinate sensazioni per alleviare stati di ansia o di inquietudine, in situazioni in cui si sente solo o poco ascoltato. In questo caso potrebbe sorgere un problema connesso alla sessualità e ad una sua specifica dimensione, ma sarebbe erroneo ritenere che il bambino abbia un disturbo a livello della sessualità, semplicemente ne ha utilizzato una dimensione per riparare un danno interno, egli si trova a reiterare comportamenti che non dipendono da una componente sessuale ma da una componente di sofferenza. Successivamente si trovano le dimensioni più da vicino collegate all'idea comune di " amore ". Un giorno ci si trova nel letto e l'incontro sessuale, tramite lo scambio verbale annesso, diventa un incontro tra due persone o meglio tra due storie di vita. In questo caso l'obbiettivo che si cerca di raggiungere non è quello della riproduzione, ma quello di incontrare ed essere incontrato, ad essere appagati sono i bisogni dati dall'essere in quanto persone dotate di linguaggio, esistenze definibili come storie di vita e quindi bisognose di essere ascoltate. Da qui nasce il bisogno che questo incontro non rimanga semplicemente tale, ma che abbia un passato e delle sue conseguenza, che diventi insomma piuttosto che la somma di due storie, un unico racconto dove i narratori ed i personaggi sono due. Da questo accaduto consegue la dimensione generativa, che differisce da quella riproduttiva per l'intento che possiede. Il bisogno di generare una nuova storia di vita nasce direttamente dal bisogno appagato di aver creato una nuova storia che ora necessita di essere genitore di un'altra, una storia talmente matura insomma da poterne creare una che avrà solo inizialmente a che fare con essa, per poi staccarsi e continuare a raccontarsi tra le altre.